# Новая Ивановка (Изюмский район)
Новая Ивановка (укр.  Нова Іванівка), село, 
Вернопольский сельский совет,
Изюмский район,
Харьковская область.
Село Новая Ивановка ликвидировано в ? году.

## Географическое положение
Село Новая Ивановка находится между селом Вернополье (3,5 км) и селом Родное (Барвенковский район) (2,5 км).

## Экономика
- Овце-товарная ферма.